# Franz Sieber
Franz Wilhelm Sieber (Praga 30 de marzo de 1789-Praga, 17 de diciembre de 1844) fue un botánico checo que trabajó en Alemania y en Austria.

## Biografía
Regresa a Europa luego de once años, viajando aún a Creta, Oriente Medio, Sudáfrica, Australia, entre 1817 y 1818. 
Progresivamente su conducta y sus publicaciones se fueron haciendo más erráticas. Y se fue involucrando en querellas con las autoridades, y así se convirtió en un peligro. Pasa sus últimos 14 años de vida en un asilo psiquiátrico.
- La abreviatura «Sieber» se emplea para indicar a Franz Sieber como autoridad en la descripción y clasificación científica de los vegetales.[2]

## Lista parcial de publicaciones
- 1820. Beschreibendes Verzeichniss der in den Jahren 1817 und 1818 auf einer Reise durch Creta, Ägypten und Palästina gesammelter Alterthümer und anderen Kunst-und Natur-Produkte, nebst einer Abhandlung über ägyptische Mumien. Viena : Gräffer
- 1823. Reise nach der Insel Kreta im griechischen Archipelagus, im Jahre 1817. Dos vols. Leipzig : F. Fleischer ; reeditado por Mähringen : Balistier, 2001) ISBN 3-9806168-3-5 — obra traducida al inglés en 1823